# Amos Oz
Amos Oz (hebreu: עמוס עוז)  (Jerusalem, 4 de maig de 1939 - Pétah Tiqvà, 28 de desembre de 2018) fou un escriptor, periodista, pacifista i professor universitari israelià, considerat com un dels més importants escriptors contemporanis en hebreu. Va ser un dels primers a demanar la separació en dos estats com a solució del conflicte arabo-isralià després de la Guerra dels Sis Dies. El 1978 es va oposar al procés de creació d'assentaments jueus com a forma d'establiment sobre el territori i creà el moviment Xalom Akhxav (Pau ara). Ferm defensor dels Acords d'Oslo de 1993 en favor de l'establiment de relacions pacífiques entre jueus i palestins, també fou un ferm partidari d'establir un diàleg amb l'Organització per a l'Alliberament de Palestina (OAP).

## Biografia
Va néixer el 4 de maig de 1939 a la ciutat de Jerusalem, fill de Yehudà Klausner i Fania Musman, intel·lectuals sionistes amb el nom d'Amos Klausner. Els seus pares havien fugit l'any 1917 de la ciutat d'Odessa a Vílnius i d'allà a Palestina l'any 1933.
El 1954 Oz va entrar a formar part del quibuts Julda, moment en el qual adoptà el nom actual. Mentre estudiava Literatura i Filosofia a la Universitat Hebrea de Jerusalem, entre 1960 i 1963, va publicar els seus primers contes curts. Va participar en la Guerra dels Sis Dies i en la Guerra del Yom Kippur i va fundar durant la dècada del 1970, al costat d'uns altres, el moviment pacifista Xalom Akhxav ("Pau Ara").
Darrerament exercia com a professor de literatura a la Universitat Ben-Gurion del Nègueb, situada a Beerxeba. L'any 2004 fou guardonat amb el Premi Internacional Catalunya concedit per la Generalitat de Catalunya, premi que compartí amb el palestí Sari Nusseibeh, i el 2007 amb el Premi Príncep d'Astúries de les Lletres per la seva contribució a fer de la llengua hebrea un brillant instrument per a l'art literari i per a la revelació precisa de les realitats més apressants i universals del nostre temps, amb especial atenció tant a la defensa de la pau entre els pobles com a la denúncia de totes les expressions del fanatisme.

## Obra literària
Autor de més de 18 llibres en hebreu i uns 450 articles i assajos en hebreu i en anglès, la seva narrativa tracta de les inquietuds i la diversitat ideològica dels israelians de totes les tendències polítiques i espirituals que coexisteixen al seu país, mostrant la tensió i el delicat equilibri de la societat en què viuen, capturada entre l'horror de l'immediat passat anterior a la creació de l'Estat d'Israel i l'inacabable conflicte bèl·lic amb els seus veïns palestins.
Una de les seves novel·les més destacades és El meu Mikhael, que, a més, fou la primera versió catalana d'una obra moderna escrita en hebreu, en una excel·lent traducció a càrrec de l'hebraista Eduard Feliu i Mabres. La història d'aquesta novel·la és força senzilla: Hanna i Mikhael són dos joves universitaris israelians que viuen a Jerusalem i es coneixen a finals dels anys 40. Ell és geòleg amb una forta vocació acadèmica i ella és estudiant de literatura. S'enamoren, es casen (Hanna haurà de deixar els estudis per dedicar-se a la família), tenen un fill, el 1956 Mikhael és cridat a la guerra contra els àrabs a Egipte, etc. La riquesa del llibre rau en la presentació en primera persona dels pensaments, vicissituds i somnis de la Hanna amb una gran penetració psicològica.
El seu estil intensament apassionat i d'atmosfera gairebé febril, de vegades és profundament poètic. Sempre compromès amb la realitat i els seus personatges, darrere la seva veu sempre hi ha un desencantament que també es nota en els seus articles periodístics, on s'aprecien, a parts iguals, retrats objectius de la realitat de l'Orient Mitjà i un pessimisme permanent sobre el futur de la regió.
L'any 1988 fou guardonat amb el Premi Israel de Literatura i posteriorment rebé el Premi Goethe de Literatura el 2005 pel seu llibre autobiogràfic A Tale of Love and Darkness ("Conte d'amor i tenebres", 2003). També va guanyar el Premi de la Pau del Comerç Llibreter Alemany concedit a la Fira del Llibre de Frankfurt.

## Ideals polítics
Oz és considerat un dels intel·lectuals més influents del seu país, i fou un dels primers a demanar la separació en dos estats com a solució del conflicte entre els israelians i els palestins després de la Guerra dels Sis Dies.
El 1978, oposat al procés de creació d'assentaments jueus com a forma d'establiment sobre el territori, creà el moviment Xalom Akhxav. Ferm defensor dels Acords d'Oslo de 1993 en favor de l'establiment de relacions pacífiques entre jueus i palestins, també fou un ferm partidari d'establir un diàleg amb l'Organització per a l'Alliberament de Palestina (OAP)
Proper durant molts anys al Partit Laborista Israelià, i especialment del seu líder Ximon Peres, a partir de la dècada del 1990 s'apropà a l'esquerra, i donà el seu suport a les eleccions de l'any 2003 al partit laic Meretz.
Durant la darrera guerra del Líban, mitjançant la qual Israel va intentar destruir els assentaments d'Hesbol·là, Oz es va declarar partidari del dret d'Israel a defensar-se. Tanmateix, ben aviat va canviar d'opinió, tot declarant públicament que s'havia traspassat amb escreix el límit permès.